# Мглин
Мглин (рус. Мглин) град је у Русији у Брјанској области. Према попису становништва из 2010. у граду је живело 7916 становника.

## Становништво
| 1939. | 1959. | 1970. | 1979. | 1989. | 2002. | 2010. |
| ----- | ----- | ----- | ----- | ----- | ----- | ----- |
| 7.300 | 6.083 | 6.100 | 6.479 | 7.704 | 8.261 | 7.916 |